# Ronny Velásquez
Ronny Velásquez (Comayagua, Honduras, 14 de noviembre de 1946) es un antropólogo, investigador, editor y profesor nacionalizado venezolano. Es doctor en Ciencias Sociales por la Universidad Central de Venezuela. Profesor e investigador de la misma Institución, y Jefe del Departamento de Promoción Cultural de la Escuela de Artes, Facultad de Humanidades y Educación. Además es presidente de la Fundación Internacional de Etnomusicología y Folklore (FUNIDEF). 
Es un antropólogo muy activo e importante de renombre internacional, quien ha sido además conocido por su lucha a favor del reconocimiento teórico, político, legal y fáctico de los pueblos indígenas de Venezuela y de América Latina. Paralelamente a su extensa formación académica y práctica, él ha invertido toda su vida en recorrer el mundo, en busca del conocimiento de la verdad acerca de los pueblos indios de América, cuya experiencia y vivencias ha venido plasmando en innumerables obras, desde artículos relativamente breves, hasta gruesos volúmenes. Ronny Velásquez ha trabajado extensamente con pueblos tan dispares como los Mapuche de Chile, los Shuar del Ecuador, los Maya de Honduras y Guatemala, los Kuna o Tule de Panamá, entre otros. Sobre los Kuna, según el propio Claude Lévi Strauss, "son las obras de Ronny Velásquez las que más profundizan en los arcanos tan bien codificados del saber mágico-religioso de este pueblo del istmo, autor y defensor de la palabra kuna Abya Yala", (nombre indígena alternativo de América)
Ronny Velásquez colaboró estrechamente con Luis Felipe Ramón y Rivera e Isabel Aretz.

## Obra
- 1977 - Titán, Cantor Popular del Zulia.
- 1979 - Miskitos, (Honduras 1979).
- 1979 - Guaymi, (Panamá 1979).
- 1987 - Mito, chamanismo y religión en cuatro naciones étnicas de América Aborigen.
- 1987 - Bolívar en el culto a María Lionza.
- 1989 - Literatura Oral Kuna.
- 1989 - Indigenous ideas of the Sacred with special reference to Kuna and Piaroa Simbolism.
- 1990 - El folklore, la tradición y la Cultura Popular, categorías flexibles para la Interpretación de la obra del hombre.
- 1991 - Cosmovisión Aborigen.
- 1992 - Música y danza Precolombina.
- 1992 - Las culturas étnicas precolombinas.
- 1992 - Los Mayas. La gran civilización.
- 1993 - Los Kammu Purwi, Flautas de Pan de los aborígenes Kunas de Panamá.
- 1993 - Mitos de Creación de la Cuenca del Orinoco.
- 1995 - Mitos y Leyendas. Venezuela para Jóvenes. Literatura, Teatro, Mitos y Leyendas.
- 1997 - Cultura y Pueblos Indígenas. Dossier en Venezuela Cultural: Los instrumentos, el canto y la acción chamánica.
- 1997 - Visión Americanista de la Artesanía (Coautor).
- 1997 - Shamanismo Sudamericano (Coautor).
- 1998 - Indígenas de Venezuela.
- 1998 - Canto Chamánico.
- 1998 - Música y Danza Precolombina (Artículos seleccionados).
- 2000 - 500 Años de Colón en Venezuela y las imágenes Simbólicas del Indio venezolano desde la época de la Conquista.
- 2000 - Venezuela Indígena y la Constitución Bolivariana.
- 2000 - Espíritus aliados, microbios cosmogónicos y cura chamánica.
- 2002 - Aspectos teóricos del pensamiento complejo en el universo musical aborigen.
- 2002 - Los Pueblos amerindios y la pérdida del Esequibo, territorio netamente venezolano.
- 2004 - Cultura local, identidad Nacional y Pensamiento complejo en la creación intelectual de los pueblos aborígenes de América.
- 2004 - Estética Aborigen.
- 2004 - Cosmovisión y Etnografía bajo una comprensión holística (La poesía y literatura popular, en tomo III).
- 2005 - La poesía en las culturas indígena y africana y su trascendencia. Comisión de Estudios Interdisciplinarios.

- Datos: Q2166099